# Eufaula (Oklahoma)
Eufaula és una ciutat dels Estats Units a l'estat d'Oklahoma. Segons el cens del 2000 tenia 2.639 habitants.

## Demografia
Segons el cens del 2000, Eufaula tenia 2.639 habitants, 1.150 habitatges, i 663 famílies. La densitat de població era de 153,7 habitants per km².
Dels 1.150 habitatges en un 21,3% hi vivien nens de menys de 18 anys, en un 41,1% hi vivien parelles casades, en un 13,3% dones solteres, i en un 42,3% no eren unitats familiars. En el 38,4% dels habitatges hi vivien persones soles el 25% de les quals corresponia a persones de 65 anys o més que vivien soles. El nombre mitjà de persones vivint en cada habitatge era de 2,16 i el nombre mitjà de persones que vivien en cada família era de 2,85.
Per edats la població es repartia de la següent manera: un 20,8% tenia menys de 18 anys, un 6,7% entre 18 i 24, un 20% entre 25 i 44, un 23,2% de 45 a 60 i un 29,2% 65 anys o més.
L'edat mediana era de 47 anys. Per cada 100 dones de 18 o més anys hi havia 75,8 homes.
La renda mediana per habitatge era de 20.547 $ i la renda mediana per família de 28.871 $. Els homes tenien una renda mediana de 25.673 $ mentre que les dones 19.405 $. La renda per capita de la població era de 15.521 $. Entorn del 20,9% de les famílies i el 27,6% de la població estaven per davall del llindar de pobresa.

## Poblacions més properes
El següent diagrama mostra les poblacions més properes.